# Macrohymenium incrassatum
Macrohymenium incrassatum är en bladmossart som beskrevs av Kis 1984. Macrohymenium incrassatum ingår i släktet Macrohymenium och familjen Sematophyllaceae. Inga underarter finns listade i Catalogue of Life.